# Kim Na-hyun
Kim Na-hyun (ur. 8 listopada 2003) – południowokoreańska skoczkini do wody, olimpijka z Paryża 2024.

## Udział w zawodach międzynarodowych
| Impreza              | Rok  | Gospodarz | Trampolina | Wieża 10 m | Wieża 10 m  | Wieża 10 m    |
| Impreza              | Rok  | Gospodarz | 1 m indyw. | indyw.     | synch. kob. | synch. mikst. |
| -------------------- | ---- | --------- | ---------- | ---------- | ----------- | ------------- |
| Igrzyska olimpijskie | 2024 | Paryż     | —          | 26         | —           | —             |
| Mistrzostwa świata   | 2023 | Fukuoka   | 14         | —          | —           | —             |
| Mistrzostwa świata   | 2024 | Doha      | 23         | 16         | 11          | 6             |